# Aurore Bergé

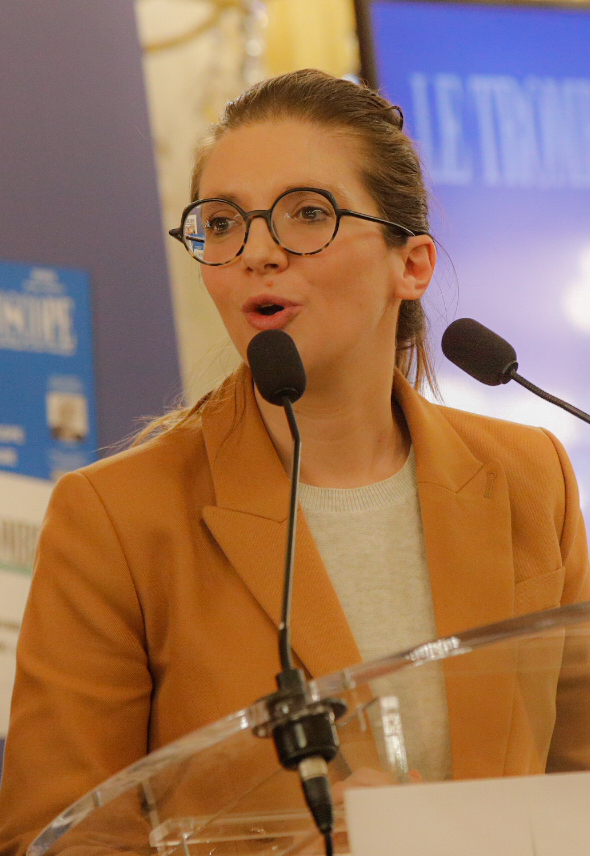
Aurore Bergé (2023)

Aurore Bergé (* 13. November 1986 in Paris) ist eine französische Politikerin der Partei Renaissance. Seit 2017 ist sie, mit Unterbrechung während ihrer Zeit als Regierungsmitglied, Abgeordnete der Nationalversammlung, von Juni 2022 bis Juli 2023 war sie Fraktionsvorsitzende. Ab Juli 2023 – im Rahmen einer Regierungsumbildung – war sie Familienministerin im Kabinett Borne. Im Kabinett Attal war sie von Januar bis September 2024 beigeordnete Ministerin für Gleichstellung.

## Leben
Aurore Bergé wurde am 13. November 1986 in Paris geboren. Ihr Vater Alain Dorval (1946–2024) war Synchronsprecher und die französische Stimme des amerikanischen Schauspielers Sylvester Stallone.
Sie engagierte sich schon als Jugendliche politisch: Unter dem Eindruck des Einzugs des Rechtsextremen Jean-Marie Le Pen in die Stichwahl der Präsidentschaftswahl 2002 trat sie mit 16 Jahren der Mitte-rechts-Partei UMP des Präsidenten Jacques Chirac bei. Als aktives Mitglied der Jugendorganisation Jeunes Populaires setzte sie sich in den folgenden Jahren für die UMP-Politiker Nicolas Sarkozy, Valérie Pécresse, Alain Juppé und François Fillon ein.
Ihr Studium am Institut d’études politiques de Paris (Sciences Po) schloss sie 2009 mit einem Master in Affaires Publiques ab. Bevor sie hauptberuflich Politikerin wurde, arbeitete sie ab 2011 als Lobbyistin in den Kommunikations- und Public Affairs-Agenturen Spintank, Public Agency und Hopscotch.
Im Vorfeld der Präsidentschaftswahl 2017 wandte sie sich von der inzwischen in Les Républicains umbenannten UMP ab und der von Emmanuel Macron für seinen Präsidentschaftswahlkampf ins Leben gerufenen Bewegung En Marche (später umbenannt in La République en Marche,  LREM, heute Renaissance) zu.
Bei der Parlamentswahl in Frankreich 2017 wurde Aurore Bergé als Abgeordnete für den 10. Wahlkreis des Départements Yvelines (Rambouillet, Saint-Arnoult-en-Yvelines) in die Nationalversammlung gewählt. Sie setzte sich dabei in der Stichwahl mit 61,4 % der Stimmen gegen den wieder antretenden Amtsinhaber Jean-Frédéric Poisson aus der rechtskonservativen Parti chrétien-démocrate (PCD) durch, der den Wahlkreis seit 2007 im Parlament vertreten hatte und von 2004 bis 2007 Bürgermeister von Rambouillet gewesen war.
Am 21. September 2020 trat sie von ihren Tätigkeiten in den Leitungsgremien ihrer Partei zurück. Wenige Tage darauf, am 29. September, wurde sie zur stellvertretenden Fraktionsvorsitzenden ernannt.
Bei den Wahlen zur Nationalversammlung 2022 verteidigte sie ihren Wahlkreis mit 63,3 Prozent in der Stichwahl gegen den Kandidaten des Linksbündnisses NUPES. Anschließend wählte die LREM-Fraktion, die sich nun in Renaissance umbenannte, Bergé am 22. Juni 2022 mit 58 Prozent der abgegebenen Stimmen zur Fraktionsvorsitzenden. Sie trat damit die Nachfolge von Christophe Castaner an, dem der Wiedereinzug in die Kammer nicht gelungen war. Bei den Wahlen zum Fraktionsvorsitz setzte sie sich gegen die Mitbewerber Guillaume Vuilletet, Rémy Rebeyrotte und Stella Dupont durch.
Im Rahmen einer Regierungsumbildung wurde sie am 20. Juli 2023 im Kabinett Borne Ministerin für Solidarität und Familien, womit sie automatisch aus dem Parlament ausschied. Sie ersetzte in dieser Funktion Jean-Christophe Combe. Das Amt hatte sie bis zum 8. Januar 2024 inne. Unmittelbar anschließend wurde sie im Kabinett Attal beigeordnete Ministerin für Gleichstellung von Frauen und Männern und Kampf gegen Diskriminierung und verblieb in dieser Funktion bis zum Rücktritt des Kabinetts am 5. September 2024.
Bei den vorgezogenen Wahlen zur Nationalversammlung 2024 wurde sie im Sommer 2024 in der Stichwahl mit 49,0 Prozent der Stimmen in das Parlament wiedergewählt und setzte sich damit gegen die Kandidaten des Rassemblement National und des Nouveau Front populaire durch.

## Wirken; Positionen
In einem Gespräch mit dem Journalisten Laurent Telo von der Tageszeitung Le Monde, das im Oktober 2020 in der Samstagsbeilage L’Époque veröffentlicht wurde, bezeichnete Bergé ihre politische Orientierung als „laizistisch, liberal, feministisch und für die Kultur engagiert“.
Bei der Regierungsbildung für das Kabinett Castex im Frühsommer 2020 wurde sie als Kandidatin für einen Posten gehandelt, ging aber leer aus, worauf sie auch in der Öffentlichkeit Tränen nicht unterdrücken konnte. Kurz darauf, im Juli 2020, kandidierte sie für den Fraktionsvorsitz in der Nationalversammlung und unterlag in der Stichwahl knapp gegen Christophe Castaner.
Bergé gilt seit ihrem Eintritt in die nationale Politik als besonders präsent in den Medien und bekannt für teilweise kontroverse Initiativen und Äußerungen. So brachte sie im Januar 2021 während der parlamentarischen Debatte über ein Gesetz zur Bekämpfung kommunitaristischer Segregation (Loi contre le séparatisme) einen Antrag ein, in das Gesetz auch ein Verbot für kleine Mädchen aufzunehmen, im Schulunterricht ein islamisches Kopftuch zu tragen. Die Forderung traf auch in den Reihen der Regierungsmehrheit, der sie angehörte, auf Widerstand, und wurde abgelehnt. Im Februar 2021 erstattete der französische Musiker Médine Strafanzeige gegen Bergé wegen Verleumdung, nachdem sie ihn als „islamistischen Rapper“ bezeichnet hatte.
Im Oktober 2021 verteidigte sie einen von der Opposition scharf verurteilten Gesetzentwurf, der es Direktoren von Sekundarschulen erlauben sollte, im Kontext der COVID-19-Pandemie den Impfstatus der Schüler in Erfahrung zu bringen.
Am 13. Februar 2025 forderte sie in einer Parlamentsdebatte „ein kollektives Zusammenzucken“ angesichts von zunehmendem Antisemitismus. Sie meinte, dass die Debatte um die Frage, ob Israel im Gazastreifen einen Völkermord begeht, „ein neues Gesicht des Antisemitismus“ darstelle.

## Privates
Von 2009 bis 2015 war sie verheiratet mit dem ehemaligen Mitglied der Nationalversammlung Nicolas Bays. Die Ehe wurde geschieden. Aus ihrer zweiten Ehe mit Grégory Besson-Moreau, ebenfalls ehemaliger Abgeordneter der Nationalversammlung, hat sie eine 2022 geborene Tochter.